# Terrier di tipo Bull

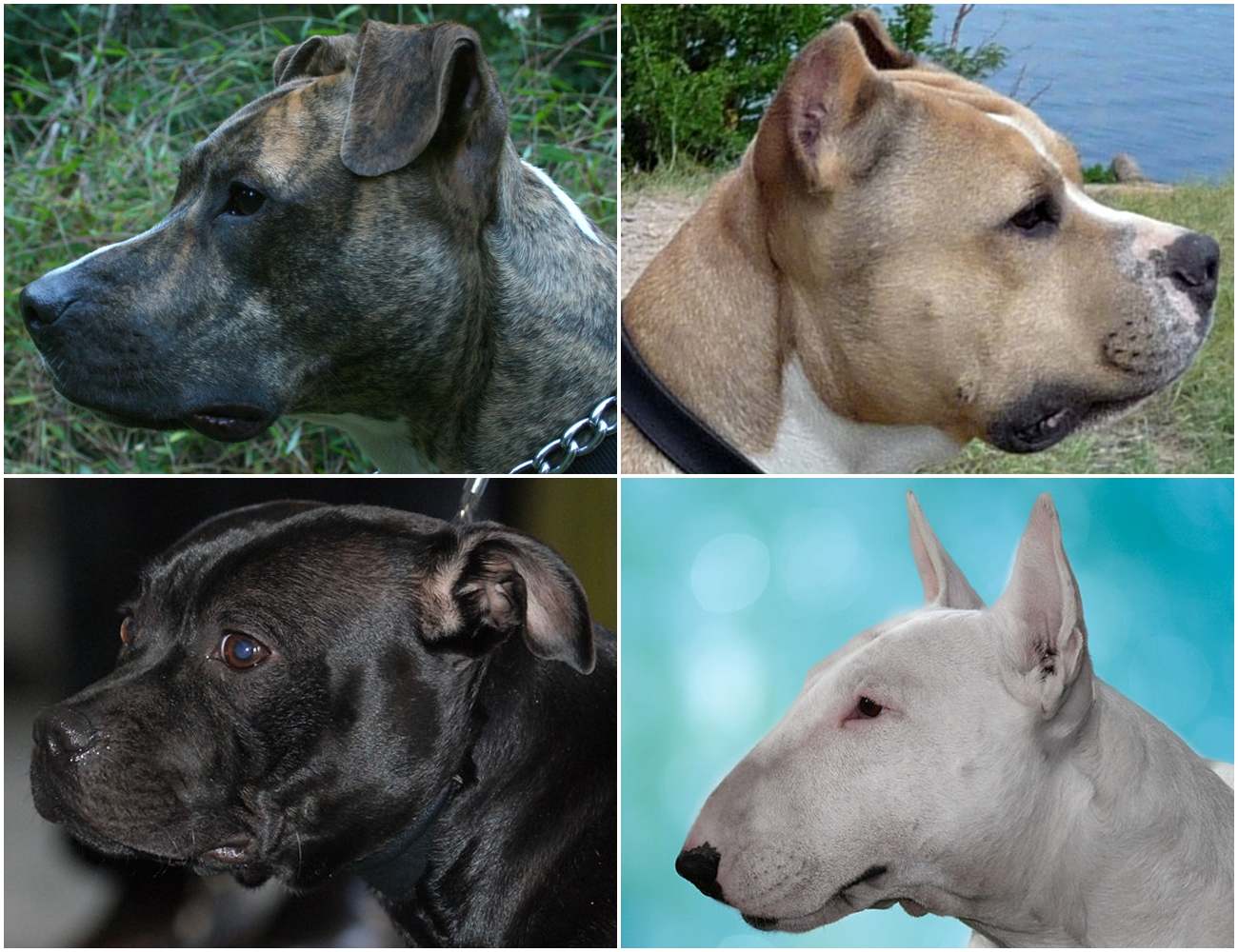
Alcune razze terrier di tipo bull: American Pit Bull Terrier, American Staffordshire Terrier (American Pit Bull AKC, l'unico Standard di American Pit Bull ad essere stato riconosciuto dalla FCI), Staffordshire Bull Terrier e Bull Terrier

I terrier di tipo Bull sono un sottotipo di cane terrier. È anche una sezione del gruppo terrier presso la Fédération Cynologique Internationale(FCI). Tutti i terrier di tipo bull condividono la stessa ascendenza nell’incrocio tra i bulldog ed i terrier.

## Razze

### Esistenti
- American Pit Bull Terrier[4] (non riconosciuto dalla FCI)
- American Staffordshire Terrier[3]  (American Pit Bull AKC, l'unico standard di American Pit Bull riconosciuto dalla FCI)
- Boston Terrier[6] (discutibile)[7]
- Bull Terrier[5]
- Miniature Bull Terrier[8]
- Staffordshire Bull Terrier[9]

### Estinti
- Blue Paul Terrier
- Bull and Terrier (predecessore di tutti i terrier di tipo bull)[1]